# Bad for Good
Bad for Good is het debuutalbum van de Amerikaanse componist en zanger Jim Steinman, die dit album in zijn geheel schreef, componeerde en voor een groot gedeelte inzong. Enkele nummers werden door leadzanger Rory Dodd ingezongen.
De oorspronkelijke titel van dit album was Renegade Angel en was bedoeld als opvolger van een samenwerking tussen Steinman en Meat Loafs Bat Out of Hell. Meat Loaf had echter stemproblemen als gevolg van een tournee. Daarom bracht Steinman het album als solowerk uit.
De nummers The Storm (A-kant) en Rock and Roll Dreams Come Through (B-kant), werden als 33-toerensingle bij het album meegeleverd. Naar Steinmans eigen zeggen zouden deze nummers de inleiding (ouverture) en de epiloog zijn van het album. In tegenstelling tot Steinmans eigen redenering, belandden beide nummers als laatste twee op het album.

## Lijst van nummers
1. "The Storm" - 4:28
2. "Bad For Good" - 8:45
3. "Lost Boys and Golden Girls" - 4:36*
4. "Love and Death and an American Guitar" - 2:38
5. "Stark Raving Love" - 7:23
6. "Out Of The Frying Pan (And Into The Fire)" - 6:12
7. "Surf's Up" - 5:25*
8. "Dance in My Pants" (duet met Karla DeVito) - 7:58
9. "Left in the Dark" - 7:12
10. "Rock and Roll Dreams Come Through" - 6:29*

* Leadzanger Rory Dodd
Tekst en muziek Jim Steinman

## Medewerkenden
- Jim Steinman - zang, diverse keyboards
- Rory Dodd - zang, achtergrondkoor
- Karla Devito - leadzangeres
- Todd Rundgren - gitaar, achtergrondkoor
- Davey Johnstone - gitaar, mandoline
- Steve Buslowe - bas
- Kasim Sulton - bas, achtergrondkoor
- Neal Jason - bas
- Roy Bittan - piano, keyboards
- Steven Margoshes - piano, dirigent (New York Philharmonic in "The Storm"
- Roger Powel - synthesizer
- Larry "Synergy" Fast - synthesizer
- John Wilcox - drums
- Max Weinberg - drums
- Alan Schwartzberg - drums
- Joe Stefko - drukms
- Jimmy Maelen - slagwerk
- Alan Rubin - trompet
- Tom Malone - trombone
- Lew Del Getto - bariton saxofoon
- Lou Marini - tenor saxofoon, saxofoonsolo in "Rock and Roll Dreams Come Through"
- Ellen Foley - zang
- Eric Troyer - zang
- Carlos Calello - dirigent (New York Philharmonic) in "Left in the Dark"

## Productie
- Producenten: Jimmy Iovine, John Jansen, Andrew Kazdin, Todd Rundgren, Jim Steinman, Jimmy White
- Techniek: Tom Edmonds, John Jansen, Todd Rundgren, Gray Russell, Shelly Yakus
- Mixage: John Jansen
- Hoofdtechniek: Greg Calbi, Ted Jensen, George Marino
- Productie-coördinatie: Gray Russell
- Arrangement: Roy Bittan, Carlos Calello, Todd Rundgren, Jim Steinman, Tom Malone, Will Malone, Steven Margoshes
- Vormgeving: John Berg
- Hoesontwerp: Jim Steinman
- Hoestekening: Richard Corben
- Fotografie: Don Hunstein

## Grafiek
Album - Billboard
| Jaar | Grafiek                | Positie |
| ---- | ---------------------- | ------- |
| 1981 | Pop Albums             | 63      |
| 1981 | Albums Top 60 (Zweden) | 14      |

Singles - Billboard
| Jaar | Single                              | Grafiek         | Positie |
| ---- | ----------------------------------- | --------------- | ------- |
| 1981 | "Rock and Roll Dreams Come Through" | Mainstream Rock | 14      |
| 1981 | "Rock and Roll Dreams Come Through" | Pop-singles     | 32      |

## Variatie
- Barbra Streisand zong het nummer Left in the Dark op haar album Emotion en gaf het ook als single uit.
- Meat Loaf nam het meeste van Bad For Good op:
  - Surf's Up verscheen op Bad Attitude;
  - Rock And Roll Dreams Come Through, Out of the Frying Pan (And Into the Fire), Love and Death and an American Guitar (wat werd veranderd in Wasted Youth, ook door Steinman gezongen) en Lost Boys and Golden Girls verschenen op Bat Out of Hell II: Back Into Hell;
  - Left in the Dark verscheen op Welcome to the Neighborhood;
  - Bad for Good verscheen op Bat Out of Hell III: The Monster Is Loose.

Er is een fragment gebruikt uit The Storm als intro voor het nummer Seize the Night
- Ouverture van de musical Tanz der Vampire is een fragment van The Storm
- Opening of the Box van het album Original Sin door Pandora's Box is een fragment van The Storm
- De musical We Will Rock You heeft Love and Death and an American Guitar als dialoog gebruikt.

## Voetnoten
1. ↑  swedishcharts.com - Jim Steinman - Bad For Good. Gearchiveerd op 30 mei 2023.